# Битољска офанзива
Битољска офанзива или Манастирска офанзива била је савезничка војна операција против Централних сила за време Првог светског рата, којом су желели да прекину застој на Солунском фронту и натерају на капитулацију Бугарску и ублаже притисак централних сила на Румунију. Офанзива је попримила изглед велике битке и трајала је три месеца. Завршена је заузимањем Манастира. На просечној дужини од 50 км бугарска Прва армија (а од краја септембра и немачка 11. армија) улазила је у битку шест пута а била је приморана на повлачење пет пута.

## Позадина
У августу 1916. године Краљевина Румунија улази у рат на страни Антанте и започиње инвазију на Трансилванију а Бугарска своју 3. армију усмерава ка румунској граници. Руски и француски предлози за заједнички напад румунске и савезничке војске против Бугарске више нису били реални. Поред тога савезници су и даље планирали велику офанзиву на Солунском фронту средином августа како би подржали улазак Румуније у рат задржавањем бугарских снага на фронту.
Бугарска врховна команда посумњала је да савезници планирају офанзиву на Солунском фронту, а а Дојранска битка која је почела 9. августа само је потврдила њихове сумње. Бугари су своју офанзиву у Македонији покренули почетком године, и ту су биле присутне њихове 1. и 2. армије. Немци су такође дали одобрење за овај план.
Бугарска је 17. августа покренула Струмичку и Леринску офанзиву. На левој страни фронта бугарска 2. армија, наилазећи на слаби отпор, заузела је сву грчку територију све до реке Струме. На десној страни бугарска 1. армија освојила је Лерин и наставила је напредовати суочавајући се са све јачим отпором савезника. Убрзо је дошло до застоја у напретку, офанзива је прекинута 27. августа, а бугарској војсци је наређено да копају ровове. Овај превентивни напад је онемогућио планове генерала Сараја и присилио га да одложи своју офанзиву.
Потреба за савезничким нападом на Бугарску постала је још већа почетком септембра 1916., када је бугарска 3. армија под командом генерала Стефана Тошева и немачког фелдмаршала Макензена постигла одлучујуће победе против Румуна и Руса у биткама код Тутракана и Добрича.

## Супростављене снаге
До септембра 1916. савезници су прикупили знатну војску састављену од: 6 српских, 5 британских, 4 француских, 1 италијанске пешадијске дивизије и 1 руске пешадијске бригаде за операције на Солунском фронту. Снага ове војске износила је између 369,000 и 400,000 војника. Војска је била распоређена у 201 пешадијски батаљон са 1.025 артиљеријских оруђа  и 1,300 митраљеза.
Централне силе су савезничким снагама супроставиле бугарску 1. армију, немачку 11. армију и бугарску 2. армију, распоређених у 172 пешадијска батаљона, cа око 900 артиљеријских оруђа. Поред тога снаге бугарске 10. пешадијске дивизије штитиле су Егејску обалу од реке Струме до границе са Османским царством - 25 пешадијских батаљона, 31 артиљеријска батерија и 24 митраљеза.
Генерал Сараја планирао је да нападне десно крило и центар превише раширене бугарске 1. армије, а задовољио се само демонстративним нападима на долину Вардара и Струме, који је требало да изведу британци како би удаљили што више бугарских и немачких трупа.

## Офанзива

### Почетна фаза
Савезници су 12. септембра започели офанзиву снажном дводневном артиљеријском паљбом и нападом Треће српске армије и Француске војске Оријента против бугарске 8. тунџинске пешадијске дивизије и појачане бригаде пуковника Тасева. Ситуација се убрзо погоршала за Бугаре и 14. септембра су били присиљени да се повлаче ка Лерину, оставивши неке од својих артиљеријских топова и препустивши Горничево српској војсци. Срби су такође 12. септембра почели свој први напад на 2300 метара високи Кајмакчалански гребен. Британци су такође постали активни на Струмичком фронту и покушали су да прошире своја упоришта на десној обали.
Западни бок бугарске Прве армије сада је успео задржати савезнике на линији Лерин - Кајмакчалан. Међутим, савезници су наставили нападе и 23. септембра, након тешких борби, Французи су ушли у Лерин. Бугари су се још држали на Кајмакчалану где је 1. пешадијска бригада 3. балканске пешадијске дивизије била нападнута од стране већег броја српских трупа које је подржавала велика француска артиљерија. Борбе су биле изузетно тешке и за нападаче и за браниоце, јер голи, стеновити гребен није пружао готово никакав заклон од бугарске ватре из митраљеза или савезничке артиљерије.
Бугарски застоји привукли су већу пажњу и од бугарског и од немачког врховног заповедништва и убрзо је направљено неколико важних промена у командној структури. Генерал Климент Бојаџиев 27. септембра замењен је на месту генерала Прве армије. За новог генерала постављен је Димитар Гешов. Врховни штаб је удружен са штабом 11. немачке армије под командом генерала Винклера. Након тога уследио је долазак на фронт генерала фон Белова и оснивање заједничке војске 16. октобра која је укључивала и бугарску 1. армију и немачку 11. армију.
30. септембра, након 18 дана тешких борби, српска Дринска дивизија је коначно освојила Кајмакчалан од исцрпљене Прве пешадијске бригаде Трећег балканског пешадијског дивизиона и направила пробој у бугарској одбрамбеној линији. Губитак позиције и седам артиљеријских топова сматрало се од стране немачке и бугарске команде неповратним због непостојања јаке артиљеријске резерве. Генерал Винклер наредио је да се преостале снаге повуку на нову одбрамбену позицију. Нова одбрамбена линија пружала се од Преспанског језера дo Кеналија, на којој се налазила 3. независна пешадијска бригада, и од Кеналија до Црне реке где је била распоређена 8. дивизија, па до врха Мала Рупа где се налазила 1/3 пешадијске бригаде. Даље на истоку су остале снаге 11. армије - остатак 3. балканске пешадијске дивизије, чије су позиције остале непромењене од када су заузете 25. јула 1916. године.

### Наставак операција
У то време, када је постало јасно да савезници повлаче трупе са источног бока и концентришу се код Манастира, генерал бугарске Друге армије Тодоров је наредио 7. рилској дивизији да заузме позиције за напад на Струму, да би помогли Бугарима и Немцима западно од Вардара. Међутим, бугарска врховна команда није дозволила напад. Ово оклевање омогућило је Британцима да 30. септембра консолидују своје положаје на левој обали Струме. 3. октобра 10. ирска дивизија је напала бугарске положаје у селу Јеникој, које је бранио 13. рилски састав 7. дивизије. Битка је трајала читав дан, а Бугари појачани 14. македонским пуком и 17. артиљеријским пуком у два наврата су одбијали нападе након жестоких бајонетских борби. Током ноћи, након трећег и последњег напада, село је било окупирано од стране ирске дивизије. Жртве на обе стране су биле велике због прецизне артиљеријске и митраљеске ватре. Након битке бугарски 13. пук је прегруписан у три батаљона уместо уобичајених четири батаљона. После 4. октобра Бугари су поставили положаје на оближњим узвишењима на истоку, док је десни бок 7. састава рилске дивизије остао у долини да би заштитио Рупелски превој. Од тог тренутка није било више великих операција на струмичком фронти до краја офанзиве.

### Почетак одлучујуће битке
Велики проблем за Бугаре био је тај што су се њихова војска и ресурси протезали од границе са Добруџом дo Македоније и Албаније. У овој тешкој ситуацији бугарска врховна команда је затражила помоћ од својих немачких савезника. Међутим Немци након пораза у Брусиловљевој офанзиви и учешћем у бици на Соми која је још увек трајала нису били у могућности да помогну Бугарима. Бугари су потом затражили помоћ од Османског царства и успели су да убеде Енвер-пашу да пошаље 11,979 војника из 50. дивизије у Македонију. У октобру су те снаге заузеле положај на Струми, а месец дана касније придружило им се још 12,609 војника из 46. османске дивизије. Ове две османске дивизије спојене су у XX корпус и остале су у овом региону до маја 1917. године, када су повучене у Месопотамију. Ово је растеретило неке бугарске снаге које су се прикључиле немачкој 11. армији. Поред тога, Османски румелијски одред (177. пуковнија) oд 3,598 војника био је прикључен снагама генерала фон Винклера.
Генерал Жофр обавестио је 30. септембра генерала Сараја о предстојећој великој офанзиви румунских и руских снага под командом Аверескуа против 3. бугарске армије у Добруџи и њиховом очекиваном преласку Дунава између Русе и Тутракана. Команда савезничке војске Оријента планирала је да то искористи координираним притиском над 11. армијом на Кеналској линији. Савезници су 4. октобра кренули у заједничке нападе. Француско-руске снаге биле су усмерене на линији Манастир - Кенали, српска 1. и 3. армија дуж линије Кенали - Црна река, српска 2. армија против 3. балканске дивизије у правцу Доброг Поља. Савезници су располагали снагом од 103 батаљона и 80 батерија наспрам бугарско-немачких 65 батаљона и 57 батерија.

### Пад Битоља и крај офанзиве
Битка на Црној реци почела је српским покушајима да стекну упориште на северној обали реке. У почетку је њихов напредак био спор јер су даље на западу француски и руски почетни напади одбијени. Током наредних седмица битка се развила у низ напада и противнапада у којима су савезници постепено стицали предност, захваљујући њиховој артиљеријској супериорности. Бугарске и немачке команде су такође покушале да стабилизују ситуацију јачањем 11. армије са трупама које су пребачене из Прве, па чак и из Друге армије. Током битке на Црној реци активно је учествовало 14 бугарских и 4 немачких пешадијских пуковнија. Француско-руске снаге успеле су да пробију линију одбране код Кеналија до краја октобра, али су убрзо заустављени од бугарско-немачких снага. Италијанска дивизија је такође дошла на фронт и помогла нападе око Манастира.
У то време генерал Белов је одлучио да напусти Манастир, а 18. новембра, док су се тешке борбе и даље одвијале, генерал фон Винклер наредио је 11. армији да се повуче на нове положаје северно од Манастира. Бугарски врховни генерал Жеков негодовао је због ових одлука али на крају није успео да спречи њихово извршење. 19. новембра француски и руски војници ушли су у град. Бугари су успоставили нове позиције на одбрамбеној линији Црвена стена - Маково - Градешница. Скоро одмах је дошло до напада, али овог пута нова позиција је остала чврста јер су савезници били исцрпљени, пошто су достигли границе својих логистичких капацитета. Тако су завршени неуспехом сви француски и српски покушаји да се пробије линија, а са почетка зиме фронт се стабилизовао дуж читаве његове дужине. Генерал Жофр је 11. децембра отказао офанзиву.

## Последице
За време офанзиве, савезници су изгубили око 50.000 војника, већина њих су били Срби. Поред тога, око 80.000 савезничких војника је умрло или је морало бити евакуисано због болести. Ово је довело до укупног броја жртава од око 130.000 војника или трећине свих снага Антанте на фронту. Линија фронта је померена само 50 км по веома високој цени а на крају офанзив није спречила пораз Румуније нити избацила Бугарску из рата.
Бугарске и немачке жртве износили су око 61.000 војника и иако је Манастир морао бити напуштен, нови положаји неколико километара према северу пружили су одличне услове за одбрану и осигурали доминацију бугарске артиљерије над градом. Линија је остала нетакнута све до краја рата у Македонији, када су снаге које су га окупирале морале да се повуку због савезничког пробоја на Добром Пољу.
Међутим, офанзива је такође пружила одређено задовољство јер су се српске трупе могле вратити на границу своје земље. И Бугари и Немци били су задовољни својим отпором према бројнијом војском Антанте. Генерал Никола Жеков је битку на Црној реци описао као "легендарну" у смислу упорности бугарске одбране - "спроведене без обзира на жртве".